# Michelle Butler-Emmett
Michelle Butler-Emmett, née le 4 mars 1983 à Durban, est une joueuse sud-africaine de badminton.

## Carrière
Michelle Butler-Emmett est médaillée d'or aux Championnats d'Afrique 2011. Elle est médaillée de bronze en double dames avec Stacey Doubell aux Championnats d'Afrique 2012. Aux Championnats d'Afrique 2013, elle est médaillée d'or en équipe mixte et en double mixte avec Willem Viljoen et médaillée de bronze en double dames avec Jennifer Fry et en simple dames. Aux Championnats d'Afrique 2014, elle est médaillée d'or en équipe mixte et en double mixte avec Willem Viljoen.
En 2015, elle remporte aux Jeux africains la médaille d'argent en double mixte avec Willem Viljoen et en équipe mixte. Elle obtient aux Championnats d'Afrique 2017 la médaille d'or en double dames avec Jennifer Fry et la médaille d'argent en équipe mixte.